# Salvatore Lauricella

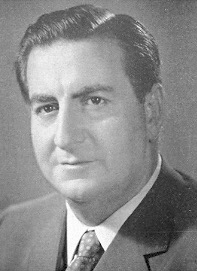
Salvatore Lauricella

Salvatore Lauricella (* 18. Mai 1922 in Ravanusa, Provinz Agrigent; † 7. November 1996 in Catania, Provinz Catania)  war ein italienischer Politiker der Partito Socialista Italiano (PSI), der zwischen 1963 und 1994 Mitglied der Abgeordnetenkammer (Camera dei deputati) war. Er bekleidete mehrere Ministerämter in verschiedenen Regierungen. Er war ferner zwischen 1978 und 1993 Präsident der PSI sowie von 1981 bis 1991 Präsident des Regionalparlaments der Autonomen Region Sizilien.

## Leben

### Rechtsanwalt und Mitglied der Abgeordnetenkammer
Lauricella absolvierte nach dem Schulbesuch ein Studium der Rechtswissenschaften und war danach als Rechtsanwalt tätig. Bei den Wahlen vom 28. April 1963 wurde er als Kandidat der Partito Socialista Italiano (PSI) erstmals zum Mitglied der Abgeordnetenkammer (Camera dei deputati) gewählt, der er fast 31 Jahre lang bis zu den Wahlen am 28. März 1994 angehörte. Zu Beginn seiner Parlamentszugehörigkeit war er in der vierten Legislaturperiode von Juli 1963 bis Januar 1964 Mitglied des Justizausschusses sowie anschließend von Januar 1964 bis Januar 1965 Mitglied des Ausschusses für öffentliche Arbeiten. Fanach war er von Januar 1965 bis Januar 1966 Mitglied des Ausschusses für Landwirtschaft und Forsten sowie zwischen Januar 1966 und Juni 1968 Mitglied des Verteidigungsausschusses. Während der fünften Legislaturperiode gehörte er von Juli 1968 bis Mai 1972 dem Ausschuss für Transport, Zivilluftfahrt, Handelsmarine und Post und Telekommunikation als Mitglied an.

### Minister und Präsident der PSI
Am 12. Dezember 1968 übernahm er im ersten Kabinett von Ministerpräsident Mariano Rumor sein erstes Ministeramt und fungierte bis zum 5. August 1969 als Minister ohne Geschäftsbereich für die Koordinierung der Initiativen für wissenschaftliche Forschung und Technologie (Ministro senza Portafoglio con delega per la Ricerca Scientifica). Im dritten Kabinett Rumor sowie im Kabinett Colombo bekleidete er zwischen dem 27. März 1970 und dem 17. Februar 1972 als Minister für öffentliche Arbeiten (Ministro dei Lavori Pubblici).
In der sechsten Legislaturperiode war er zwischen Mai 1972 und Juli 1974 Mitglied des Ausschusses für Angelegenheiten des Ministerpräsidenten, Inneres, Religion und Körperschaften des öffentlichen Rechts. Im vierten und fünften Kabinett Rumor fungierte er zwischen dem 7. Juli 1973 und dem 23. November 1974 erneut als Minister für öffentliche Arbeiten. Daneben war er von Juli 1974 bis Januar 1975 Mitglied des Ausschusses für Haushalt, Programme und staatliche Beteiligungen sowie zwischen Januar und Februar 1975 kurzzeitig Mitglied des Ausschusses für öffentliche Arbeiten. Er war von Februar 1975 bis Juli 1976 Mitglied des Ausschusses für Finanzen und Schatz.
Während der siebten Legislaturperiode gehörte Lauricella von Juli 1976 bis Juni 1979 abermals dem Ausschuss für Landwirtschaft und Forsten an. Während der Amtszeit von Parteisekretär Bettino Craxi wurde er am 24. April 1978 Nachfolger von Alberto Cipellini als Parteipräsident der PSI und übte diese Funktion bis zu seiner Ablösung durch Vita Rocco am 22. Februar 1993 aus.

### Präsident des Regionalparlaments von Sizilien
In der achten Legislaturperiode war er wiederum von Juli 1979 bis März 1981 Mitglied des Ausschusses für Angelegenheiten des Ministerpräsidenten, Inneres, Religion und Körperschaften des öffentlichen Rechts.
Neben seiner Mitgliedschaft in der Abgeordnetenkammer wurde Lauricella am 21. Juni 1981 Nachfolger von Michelangelo Russo als Präsident des Regionalparlaments der Autonomen Region Sizilien (Assemblea Regionale Siciliana) und bekleidete diese Funktion zehn Jahre lang bis zu seiner Ablösung durch Paolo Piccione am 16. Juni 1991.
Lauricella war zuletzt von Juni 1992 bis April 1994 Mitglied des Ausschusses für Verfassungsangelegenheiten, den Ministerpräsidenten und Inneres.